# Mariette (Yacht)
Mariette ist ein klassischer Zweimast-Schoner mit Gaffelsegeln. Der US-Amerikaner Jacob F. Brown beauftragte Nathanael Herreshoff mit dem Bau der Rennyacht, die 1915 auf der Herreshoff-Werft in Bristol gebaut wurde.
Die Mariette und ihr Schwesterschiff Vagrant, die für Harold S. Vanderbilt gebaut wurde, gehören zu einer Gruppe von sieben großen Schonern, die Herreshoff zwischen 1903 und 1915 gebaut hat. Von diesen sind heute nur noch die Mariette und die Vagrant erhalten.
Brown fuhr die Yacht bis 1927. Dann verkaufte er die Mariette an Francis B. Crowninshield. Ein Vorfahre von Crowninshield war der erste amerikanische Yachtsegler. Sein Schiff hieß Cleopatra’s Barge. In Erinnerung an diese Yacht benannte Crowninshield den Schoner in Cleopatra’s Barge II um. Die Besegelung änderte er in ein Bermudarigg. Bei seinen Reisen an der Ostküste der Vereinigten Staaten war oft der amerikanische Schriftsteller James Michener zu Gast. In dessen Roman Chesapeake taucht die Cleopatra’s Barge II auch auf.
1939 wurde die Yacht von der US-amerikanischen Küstenwache beschlagnahmt und für Patrouillen eingesetzt. Nachdem Crowninshield das Schiff 1946 stark beschädigt zurückerhielt verkaufte er es.
In den darauf folgenden Jahren hatte die Mariette mehrere Eigner und unterschiedliche Namen. Zwischen 1979 und 1990 gehörte sie Andrea Rizzoli, der sie von Beconcini Cantiere Navali Beconcini in La Spezia überholen ließ. Thomas J. Perkins aus San Francisco kaufte den Schoner 1995. Er ließ das Schiff wieder von Beconcini restaurieren. Dabei wurde auch die ursprüngliche Gaffelbesegelung wiederhergestellt.